# Steinbrücken (Nordhausen)
Steinbrücken ist der südlichste Ortsteil der Stadt Nordhausen in Thüringen. Im Ortsteil leben etwa 200 Menschen.

## Lage
Steinbrücken liegt südlich der Stadt Nordhausen und der Bundesautobahn 38, nahe der Bundesstraße 4 mit Verbindung zur Anschlussstelle Nordhausen zur Autobahn. Die Gemarkung liegt am Bach Riedgraben in der Helmeniederung, mit Übergang in den Höhenzug Windleite.

## Geschichte
Die erste urkundliche Erwähnung von Steinbrücken erfolgte am 7. Juli 1128. Der Ortsname verweist auf eine Steinbrücke an einem Handelsweg der einstigen Reichsstadt Nordhausen, in Richtung der südlichen Nachbarstädte Mühlhausen, Gotha und Eisenach. Westlich des Kesselberges befand sich eine Warte, die zu einer mittelalterlichen Landwehr gehörte. Diese umgab und sicherte Gebiete im Osten der Grafschaft Honstein. Im 19. Jahrhundert waren noch Ruinenreste des Turmes vorhanden.
Im Talgrund der Helme wurde nach dem Zweiten Weltkrieg Kies und Sand für die regionale Bauindustrie gefördert. Zurück blieben mehrere Baggerseen.

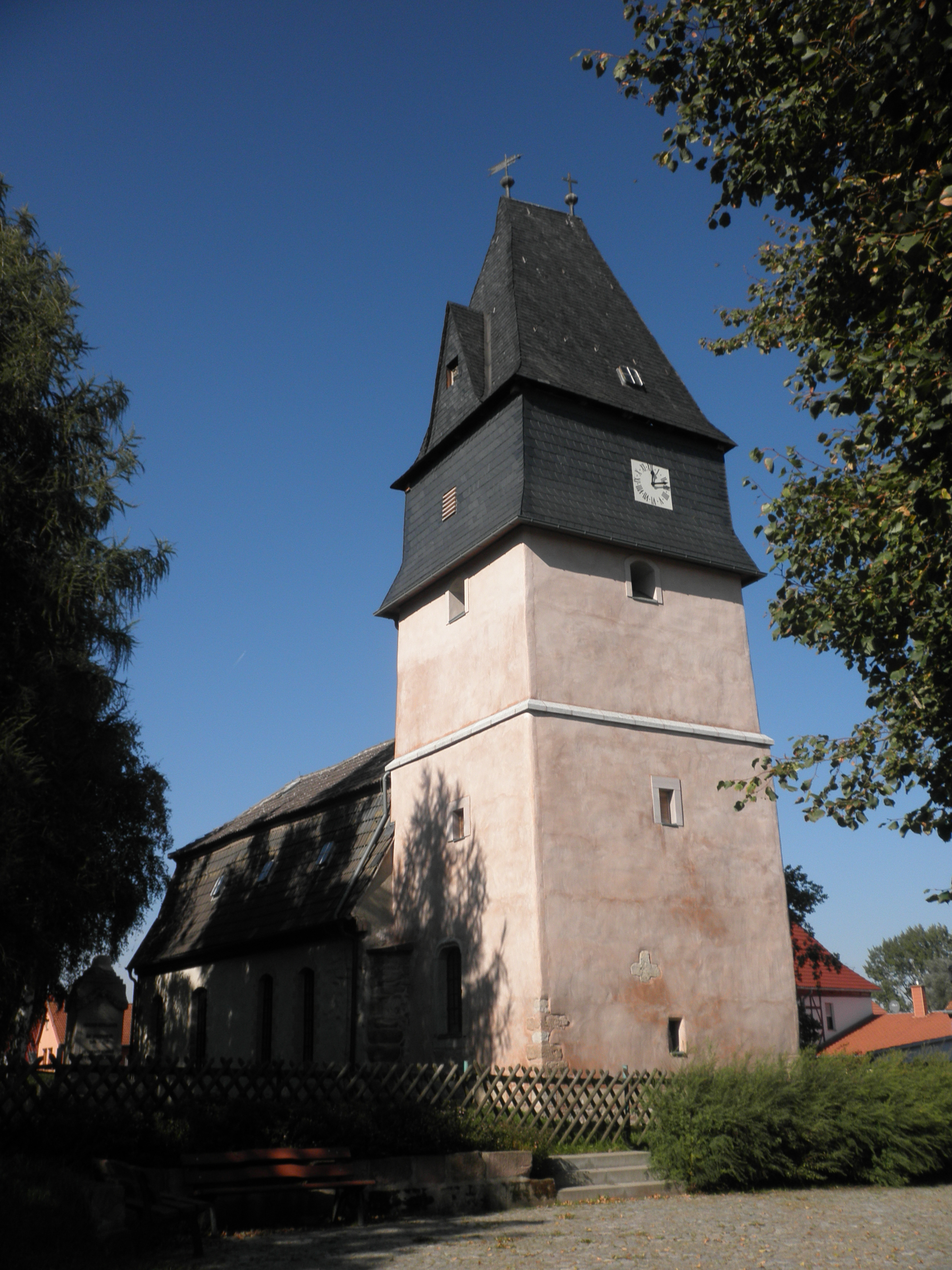
Kirche in Steinbrücken

## Ortsbürgermeister
Seit 2004 ist der parteilose Andreas Kruse Ortsteilbürgermeister von Steinbrücken. Er wurde zuletzt bei der Kommunalwahl 2024 mit 92,6 Prozent der Stimmen im Amt bestätigt.

## Kirche
Die Dorfkirche Steinbrücken wurde zwischen 1720 und 1745 errichtet, nachdem der Vorgängerbau von einem Feuer zerstört worden war.

## Steinbrücken Festival
Das Steinbrücken Open Air gab es offiziell nicht. Es wurde als ein solches niemals angemeldet oder beworben. Als Privatparty durch den Einheimischen Uwe Hager angemeldet, entwickelte es sich binnen kürzester Zeit zur festen Größe in der Blues- und Alternative-Szene der DDR. Bands wie Freygang, Engerling und Monokel spielten hier genauso wie Die Firma und Feeling B, aber auch westdeutsche Gruppen wie Normahl, Rausch und Abwärts traten auf. Darüber hinaus gab die damals noch unbekannte Gruppe Rammstein am 1. Mai 1994 in Steinbrücken eines ihrer frühen Konzerte.
Hager begann Mitte der 1980er-Jahre die Partys zu organisieren. Als häufiger Konzertgänger hatte er viele Bekannte und begann Bands zu diesen Feiern einzuladen. Hierzu schrieb die Frankfurter Rundschau:

„Uwe Hager wollte schon mit Mitte 20 weder etwas mit dem DDR-Staat noch mit der Opposition zu tun haben. Er ließ sich einen Rauschebart wachsen, reiste seinen Lieblingsbands quer durch die DDR hinterher und feierte jedes Jahr zu Pfingsten ein rauschendes Fest im Wald bei Steinbrücken. (...) Zunächst kamen 500 Zuschauer, später dann bis zu 6000.“

Auch der Autor Gunnar Leue beschrieb diese Anfänge für die Berliner Zeitung:

„Das illegale Konzertwesen entwickelte sich auch fern der Hauptstadt. Im thüringischen Steinbrücken gastierten Bands weder im Schutz der Kirche noch in Privatwohnungen, sondern auf einer selbst gezimmerten Bühne mitten im Wald. Dort veranstaltete der Dorfbewohner Uwe Hager jedes Jahr das wohl legendärste inoffizielle Rockfestival der DDR. Dessen Ursprung liegt in einem gigantischen privaten Pfingst-Saufgelage für alle `Langhaarigen´ aus der Gegend, das Uwe Hager irgendwann durch Livemusik zu verschönern gedachte.“

Hager selbst schilderte in einem Interviewband:

„1985 haben wir in Steinbrücken in einem abgelegenen Tal mit den Konzerten angefangen. Die erste Band war Pasch, eine lokale Band aus Thüringen, bei der war Andre Greiner-Pol Sänger. Beim ersten Mal waren 200 Leute da. Jeder musste einen Hunderter Eintritt abdrücken, dafür waren drei Tage lang alles Essen und Trinken frei. Das Jahr drauf kamen schon 1000 Leute.“

Musiker der DDR-Combo Feeling B – mehrere der damaligen Mitglieder gehören heute der Band Rammstein an – erinnern sich gut an das Festival, bei dem sie ab 1987 regelmäßig auftraten. So berichtet Christian „Flake“ Lorenz in einem Interviewband.

„Das erste Mal sind wir mit Freygang nach Steinbrücken gefahren. Die haben uns gesagt, da ist es cool, kommt mal mit. Ich war so fasziniert, das hatte ich noch nie erlebt. Das war für mich wie eine Kommune, halb Anarchisten- halb Hippie-Party.“

Uwe Hager erinnert sich folgendermaßen an den ersten Gig von Feeling B:

„Ich hab Feeling B spontan richtig gut gefunden. Ich hatte schon etwas im Radio gehört, am besten gefiel mir "Tschaka". Die Leute in Steinbrücken, ist ja Provinz, ist ja Thüringen, die standen erst mal wie versteinert da. Ursprünglich waren unsere Konzerte ein original Blues-Festival. Später sind eben die anderen, schrägen Bands dazugestoßen.“

Hager zufolge war das Festival einerseits vom ungehemmten Alkoholkonsum der Besucher geprägt, andererseits durch wolkenbruchähnliche Regenfälle, die das Gelände regelmäßig verschlammten. Ähnlich erinnert sich auch Paul Landers, seinerzeit Gitarrist bei Feeling B, heute bei Rammstein:

„Feeling B kam an und das war ein ziemlicher Schock für mich, ich dachte: Nee, das glaub ich jetzt nicht! Sodom und Gomorrha! Aber später (...) fand ich es ganz fetzig. (...) Es gab, ähnlich wie in Woodstock, eine Schlammrutsche, die konnte man immer entlangrutschen, es hat zu Pfingsten fast immer geregnet. Dann war die Schlammrutsche immer in Betrieb.“

Wie viele Bands kam auch Feeling B regelmäßig wieder, hatte bald sogar einen festen Spieltermin am Pfingstsonnabend. Als die Band sich auflöste, gab sie in Steinbrücken ihr offizielles Abschiedskonzert. Im Anschluss stellten die Feeling-B-Mitglieder Landers, Christoph Schneider und Lorenz hier ihre neue Band Rammstein vor. Zudem arbeiteten die sechs Musiker von Rammstein 1994 als Einlass-Ordner.
Das Steinbrücken Festival findet in dieser Form heute nicht mehr statt. Allerdings nahm die Band Freygang am 30. April eines jeden Jahres bis zu ihrer Auflösung im Jahr 2019 am sogenannten Maisprung in Steinbrücken teil.